# NGC 4518B
NGC 4518B is een spiraalvormig sterrenstelsel in het sterrenbeeld Maagd. Het hemelobject ligt in de buurt van NGC 4518

## Synoniemen
- MCG 1-32-94
- ZWG 42.149
- VCC 1480
- PGC 41666